# Кирющенко, Алексей Адольфович
Алексей Адольфович Кирющенко (род. 3 августа 1964, Харьков) — украинский и российский актёр и режиссёр театра и кино, сценарист, продюсер.

## Биография
Алексей Адольфович Кирющенко родился 3 августа 1964 в Харькове в семье чиновника Адольфа Николаевича Кирющенко.
В 9-10 классах учился в СШ №1 г. Павлограда Днепропетровской области. В 1981 году после окончания Павлоградской десятилетки Алексей поступил в Днепропетровское театральное училище. Жил с матерью и братом-музыкантом в жилом массиве Победа.
В театральном училище мастером курса у Кирющенко была заслуженный работник культуры Нелли Михайловна Пинская, а классным руководителем — Лариса Ивановна Луговая, преподаватель истории театра и зарубежной литературы. С обеими женщинами актёр долгие годы поддерживал тёплые отношения, хотя училище и не окончил, уехав в 1987 году после третьего курса в Москву.
Директор училища Николай Михайлович Карпенко рассказывал:
— Алексей с первых шагов проявил себя как человек с аналитическим складом ума, склонный к самостоятельной работе. Режиссура была его кредо. В актёрском плане он не отличался таким фонтаном выдумок и энергии, как, скажем, Сергей Гармаш (тоже учившийся в днепропетровском театральном и, по стечению обстоятельств, тоже сыгравший капитана Милягу в фильме про Ивана Чонкина 1994 года выпуска), но в творчестве был гениален. Запомнилась курсовая работа Лёши под названием «Осенняя скука». Прекрасно поставленная комедия, но с ней произошёл курьёз. В то время училище проверяла комиссия, главой у которой был человек, далёкий от искусства. Просмотрев спектакль, он не поленился перелистать пьесу и на другой день мне говорит: «Что тут у вас творится? Вот смотрите: тут написано про старого барина с большой подушкой, а у вас на сцену вышел молодой студент с маленькой подушечкой. Это же форменное безобразие».
Пришлось обращаться в управление культуры, чтобы чиновника заменили на более компетентного. Курьёз уладили, и всё стало на свои места.
Алексей Кирющенко запомнился преподавателям как тонкий лирик и неискоренимый романтик. Первой его любовью стала тоже студентка днепропетровского театрального училища Оксана Байдаченко, за которой он долго ухаживал. В Москве они поженились, Оксана стала артисткой России, но, увы, совместная жизнь у служителей «театра теней» не сложилась.
В 1991 году Алексей окончил актёрско-режиссёрское отделение Щукинского театрального училища.
С 1991 года снимается в кино. C 1991 по 2001 гг. работал актёром театра им. Вахтангова и режиссёром в театре на Таганке, театре им. Рубена Симонова и театре «Содружество актёров Таганки».
С 2001 года стал художественным руководителем Московского Театра Комедии (Москва).
С 2004 года заявил себя как кинорежиссёр в проекте «Моя прекрасная няня».
В 2015 году во время съёмок сериала «Слуга народа» получил вид на жительство на Украине, потому что «постоянно здесь работает».
В 2016 году в Москве на Садовом кольце из автомобиля Алексея Кирющенко были похищены творческие записи и рабочий ноутбук со сценариями будущих фильмов, в том числе сценарий к фильму «Между нами, девочками 2».

## Личная жизнь
Несколько раз был женат.
Дети:
- Дарья Алексеевна Кирющенко (род. 27 февраля 1988 года) (от актрисы Оксаны Байдаченко);
- Василий Алексеевич Кирющенко (род. 30 апреля 1994 года) (от актрисы Ирины Лосевой), известный также как Владимир «Кардинал», идеолог «Русского Добровольческого Корпуса»[6];
- Дамиана Алексеевна Кирющенко (род. 27 июня 2018 года).

## Творчество

### Роли в театре

#### Постановки в театре
- «Бумеранг»
- «Чонкин»
- «Барские забавы»
- «Шулера»
- «Место, похожее на Рай»
- «Школа невест» (Национальный Кишинёвский театр)
- «Чеховские водевили» (Театр Рубена Симонова)
- «Адам и Ева», «Сказки учёного кота» (Театр Джигарханяна)
- «Мы попали в запендю», «Дурь», «Игроки» в театре «Содружество актёров Таганки»
- Оперное шоу на Красной площади к 200-летию рождения А. С. Пушкина
- 10-й бал Александра Малинина
- Наши друзья Человеки
- «Нереальное шоу»

### Актёр
- 2003 — Тотализатор — эпизод
- 2004 — Моя прекрасная няня — Роман
- 2006 — Кто в доме хозяин? — Валентин Мордашкин, модельер
- 2007 — Приключения солдата Ивана Чонкина — капитан НКВД Афанасий Петрович Миляга
- 2007 — Дом кувырком — Нестор Петрович, начальник Димы и Жоры
- 2007 — Ликвидация — Марк
- 2007 — Моя прекрасная няня 2: Жизнь после свадьбы — Джон
- 2008 — Моя любимая ведьма — колдун дядя Петя
- 2008 — Сеть — Шорен
- 2010 — Золушка с прицепом — директор фирмы (нет в титрах)
- 2010 — Сыщик Самоваров — профессор Кузнецов
- 2011 — Байки Митяя — пристав \ доктор
- 2011 — Быть или не быть
- 2011 — Сваты 5 — Кирилл Анатольевич Долдонов (Кирюха)
- 2012 — Сваты 6 — Кирилл Анатольевич Долдонов (Кирюха)
- 2014 — Жизненные обстоятельства — Олег
- 2015 — Фарца — Валерий Павлович Германов, отец Кости, народный судья, адвокат Андрея
- 2015 — Слуга народа — Сергей Павлович
- 2016 — Родственнички — Палыч, завклубом
- 2019 — Папик — Режиссёр фильма
- 2021 — Сваты 7 — Кирилл Анатольевич Долдонов (Кирюха)

### Режиссёр
- 2004 — Моя прекрасная няня
- 2006 — 2008 — Кто в доме хозяин?
- 2007 — Приключения солдата Ивана Чонкина
- 2007 — Дом кувырком
- 2008 — Моя любимая ведьма
- 2009 — Деревенская комедия
- 2010 — Золушка с прицепом
- 2010 — Дураки. Дороги. Деньги
- 2010 — Солдаты. И офицеры
- 2010 — Сыщик Самоваров
- 2011 — Домработница
- 2011 — Мужчина во мне
- 2011 — Байки Митяя
- 2013 — Воронины
- 2013 — Между нами, девочками
- 2014 — Ищу жену с ребёнком
- 2015 — Слуга народа
- 2016 — Слуга народа 2 (фильм)
- 2017 — Слуга народа 2. От любви до импичмента
- 2018 — Между нами девочками. Продолжение
- 2019 — Слуга народа 3. Выбор

### Сценарист
- 2007 — Приключения солдата Ивана Чонкина
- 2013 — Между нами, девочками
- 2014 — Ищу жену с ребёнком
- 2016 — Слуга народа-2 (фильм)
- 2017 — Слуга народа-2. От любви до импичмента
- 2018 — Между нами девочками. Продолжение
- 2019 — Слуга народа 3-. Выбор

### Продюсер
- 2013 — Между нами, девочками
- 2017 — Вы все меня бесите!